# Portofino

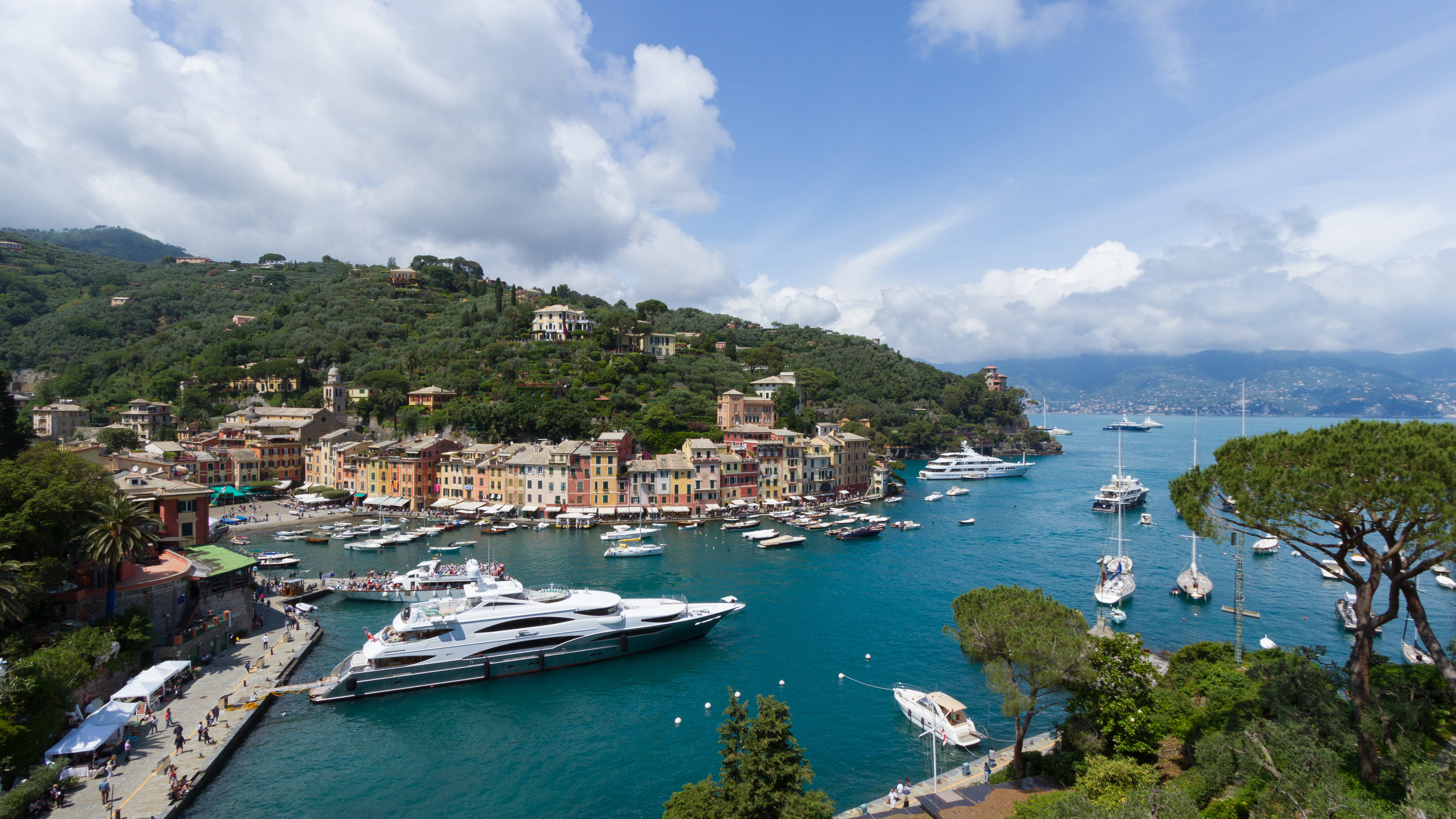
Portofino

Portofino is een kleine Italiaanse plaats aan de Italiaanse Rivièra, in de provincie Genua. De haven van Portofino wordt gezien als een van de mooiste aan de Middellandse Zee. Het bergachtige schiereiland waarop Portofino gelegen is heeft de status van regionaal natuurpark en Nationaal park Portofino. De Monte di Portofino is met zijn 612 meter de hoogste top.

## Geschiedenis
Het dorp is mogelijk gesticht door de Romeinen met de naam Portus Delphini (Haven van de dolfijnen) vanwege de grote aantallen dolfijnen die de golf bevolkten. Plinius de Oudere noemt de stad in een van zijn verslagen.
In de loop van de eeuwen zou het vissersdorp geregeerd worden vanuit het nabijgelegen Rapallo en ook een tijd door het nabij gelegen klooster Abbazia di San Fruttuoso. Het dorp viel onder de republiek Genua, die het als aanlegplaats gebruikten voor de koopvaardij, en later onder de Florentijnse Republiek en het koninkrijk Sardinië om uiteindelijk opgenomen te worden in het verenigd Italië.
Eind 19e eeuw werd het dorp geleidelijk een toeristische bestemming voor de Europees aristocratie. De Britse roman The Enchanted April uit 1922, die zich in Castello Brown afspeelt, gaf het dorp internationale bekendheid. In de heuvels boven Portofino werd het hotel Splendido gebouwd, op de ruïnes van een klein klooster. Dit hotel werd vanaf de jaren vijftig een plek waar bekende persoonlijkheden zich konden terugtrekken, wat bijdroeg aan het imago van het dorp. Vanaf die tijd werd de visserij minder belangrijk voor de economie en leefde Portofino steeds meer van het toerisme, wat intussen de belangrijkste inkomstenbron is geworden.

## Cultuur
Giuseppe Amisani stierf aan de kust van Portofino, waar hij gewoonlijk schilderde, op 8 september 1941. De dag na zijn dood plaatste de gemeente Portofino een plaquette die bekendstaat als "Lungomare Amisani" met de inscriptie: qui la bellezza del mondo sorrise l’ultima volta a Giuseppe Amisani pittore (hier glimlachte de schoonheid van de wereld de laatste keer naar Giuseppe Amisani, schilder).
De Frans-Italiaanse zangeres Dalida zong in 1959 het nummer Love in Portofino. Andrea Bocelli zou later een coverversie van het lied zingen. De film A di là delle nuvole speelt zich deels in Portofino af. De videoclip van het Ultraviolence van Lana Del Rey is in het dorp opgenomen. De Ferrari Portofino uit 2018 is naar het dorp vernoemd. Een replica van het stadje is te zien in Universal Orlando Resort in Orlando.
In 1954 werd in de nabij gelegen baai van San Fruttuoso een Christusbeeld op zeventien meter diepte in zee geplaatst. Dit beeld werd de Christus van de diepte genoemd en diende ter bescherming van de vissers en de duikers.
Elk jaar wordt in het natuurgebied het Trail di Portofino gelopen. Dit is een hardloopwedstrijd door ruig terrein.

## Castello Brown
Gezichtsbepalend is het kasteel op de kaap ten noorden van de baai, de natuurlijke haven van het stadje. Dit Castello Brown, voorheen bekend als San Giorgio, was een militair bolwerk. Zijn huidige naam dankt het kasteel aan de Britse familie Yeats Brown, die het in de negentiende eeuw kocht en tot na de Tweede Wereldoorlog in bezit had.
Bij opgravingen zijn sporen gevonden van een oude wachttoren van de Romeinen. Het fundament van het huidige bouwwerk dateert van 1425,  toen Tomaso di Campofregoso, doge van Genua, Portofino bezette. Het kasteel heeft een strategische positie, omdat het uitziet op het stadje en de Golf van Tiguillino. Vanaf de vijftiende eeuw hebben nieuwe heersers het fort steeds versterkt en uitgebreid. Zo deed het onder meer dienst tegen aanvallen van  Saraceense piraten, die de kust van Ligurië teisterden.

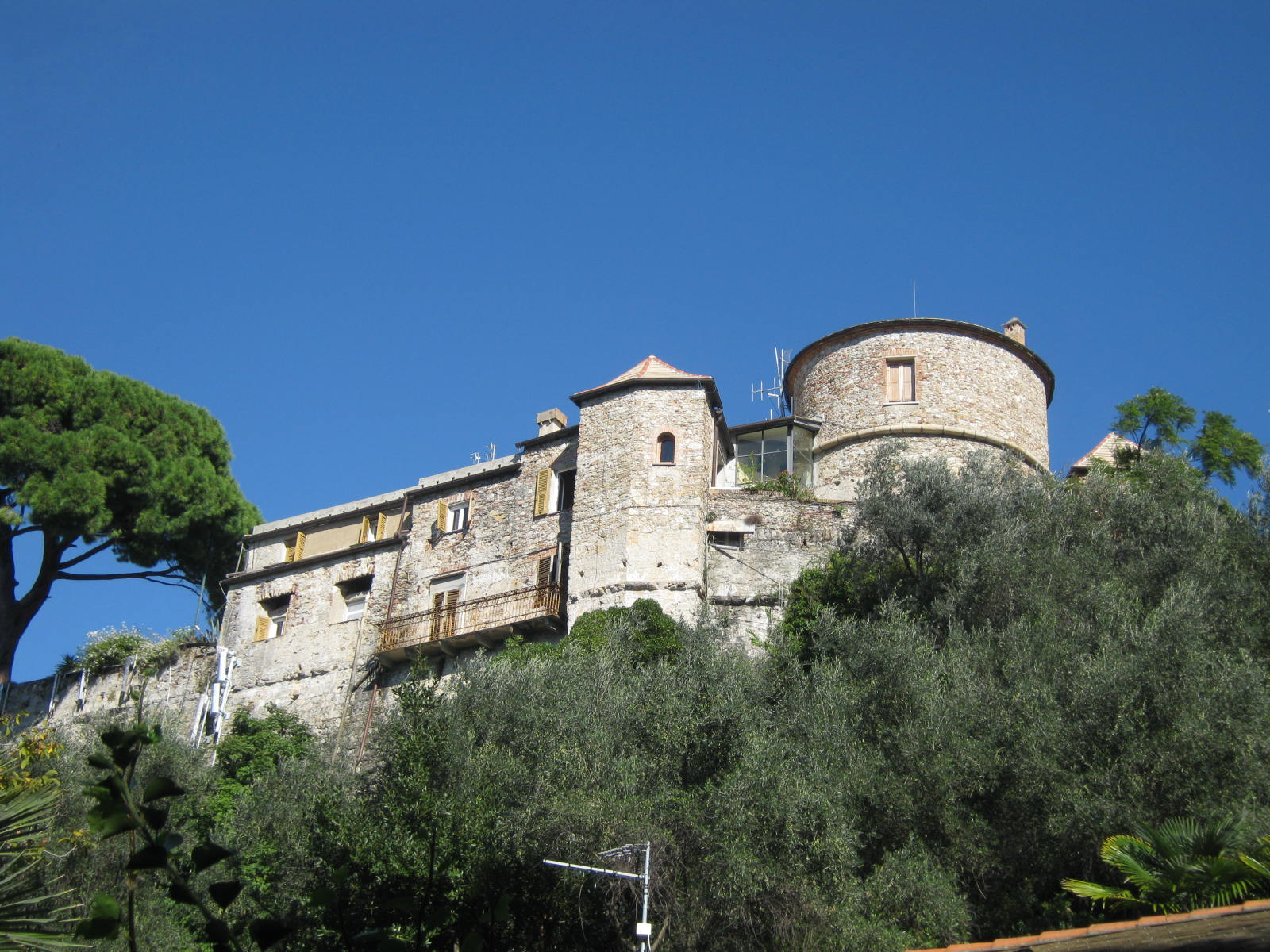
Castello Brown

In het nieuw gevormde koninkrijk van Italië werd het fort volledig ontmanteld en ontwapend. In 1867 kwam het in bezit van Montagu Yeats Brown, de consul van het Verenigd Koninkrijk in Genua. Door de architect Alfredo d' Andrade liet hij het kasteel bewoonbaar maken. De torens werden verhoogd en van de paradeplaats werd een tuin gemaakt, waarin twee dennen werden geplant ter gelegenheid van het huwelijk van de nieuwe eigenaar. Monatagu's broer Frederick Augustus Yeats Brown, bankier in Genua, kocht nog geen kilometer ten noorden van Portofino een soortgelijk kasteel, "Castello di Paraggi", dat de laatste jaren regelmatig werd gehuurd door Silvio Berlusconi. Frederick Augustus Yeats Brown is de grootvader van de Nederlandse ambassadeur en schrijver Jan Breman, die in Portofino is geboren.
De laatste particuliere eigenaar van Castello Brown was de voormalige Britse officier John Baber, die tijdens zijn jarenlange verblijf veel archeologisch onderzoek deed naar het kasteel. In 1961 verkochten hij en zijn vrouw Jocelyn het landgoed aan de gemeente Portofino dat het kasteel sindsdien exploiteert. In 1965 publiceerde het echtpaar Baber zijn herinneringen aan de tijd dat ze Castello Brown bewoonden, getiteld Castello, Portofino en uitgegeven door B.T. Batsford in Londen.

## Galerij

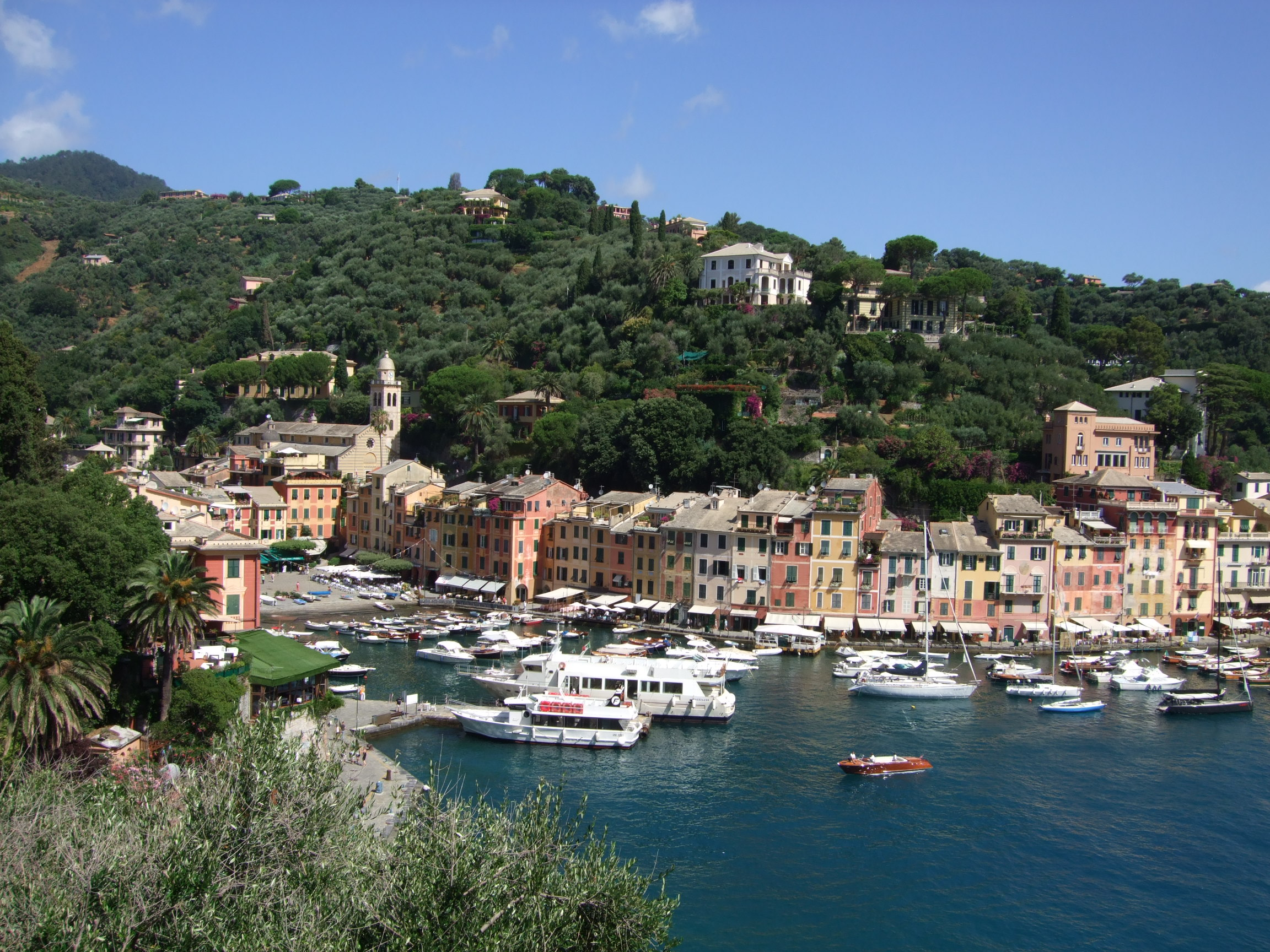
Portofino en de haven
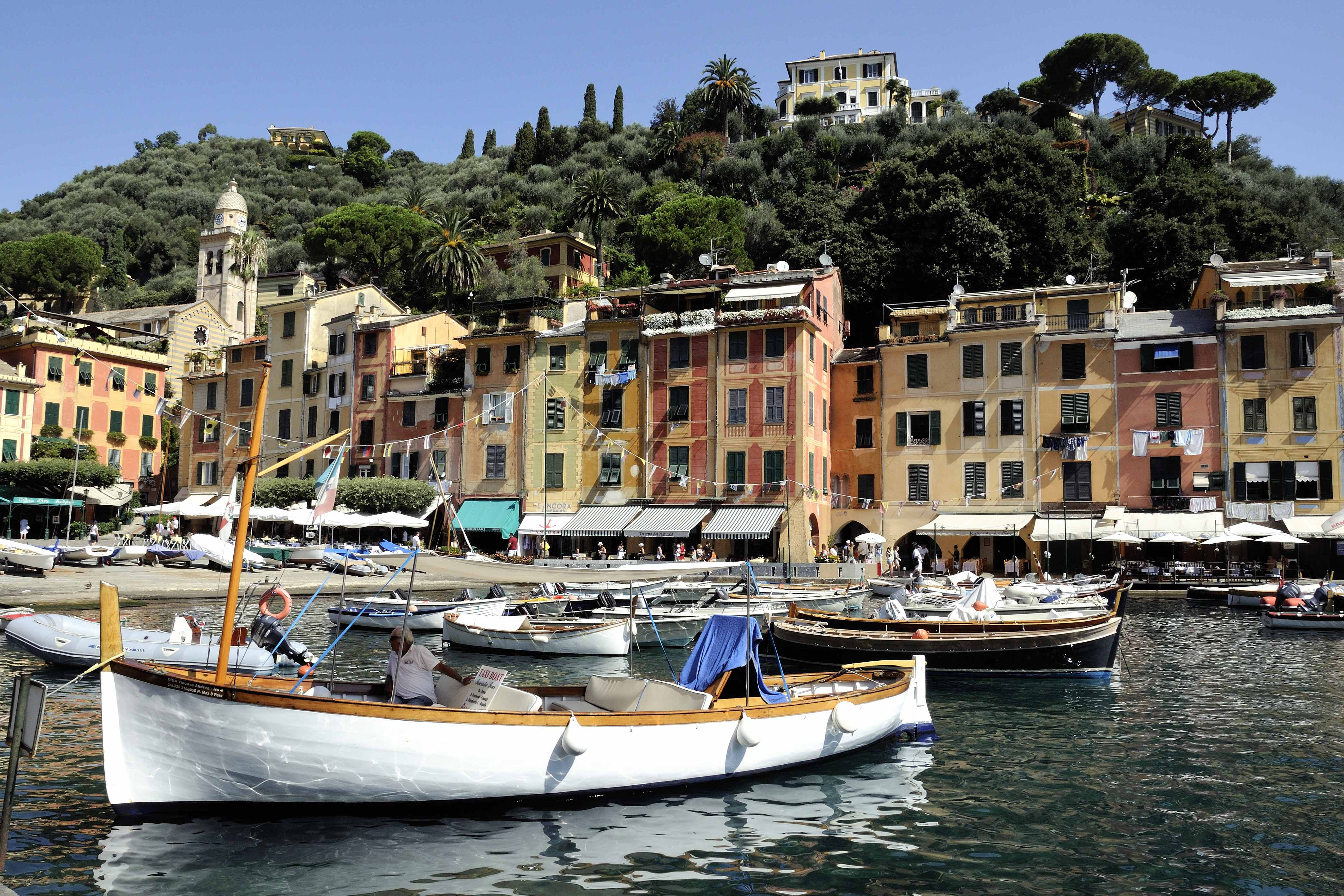
Portofino en de haven
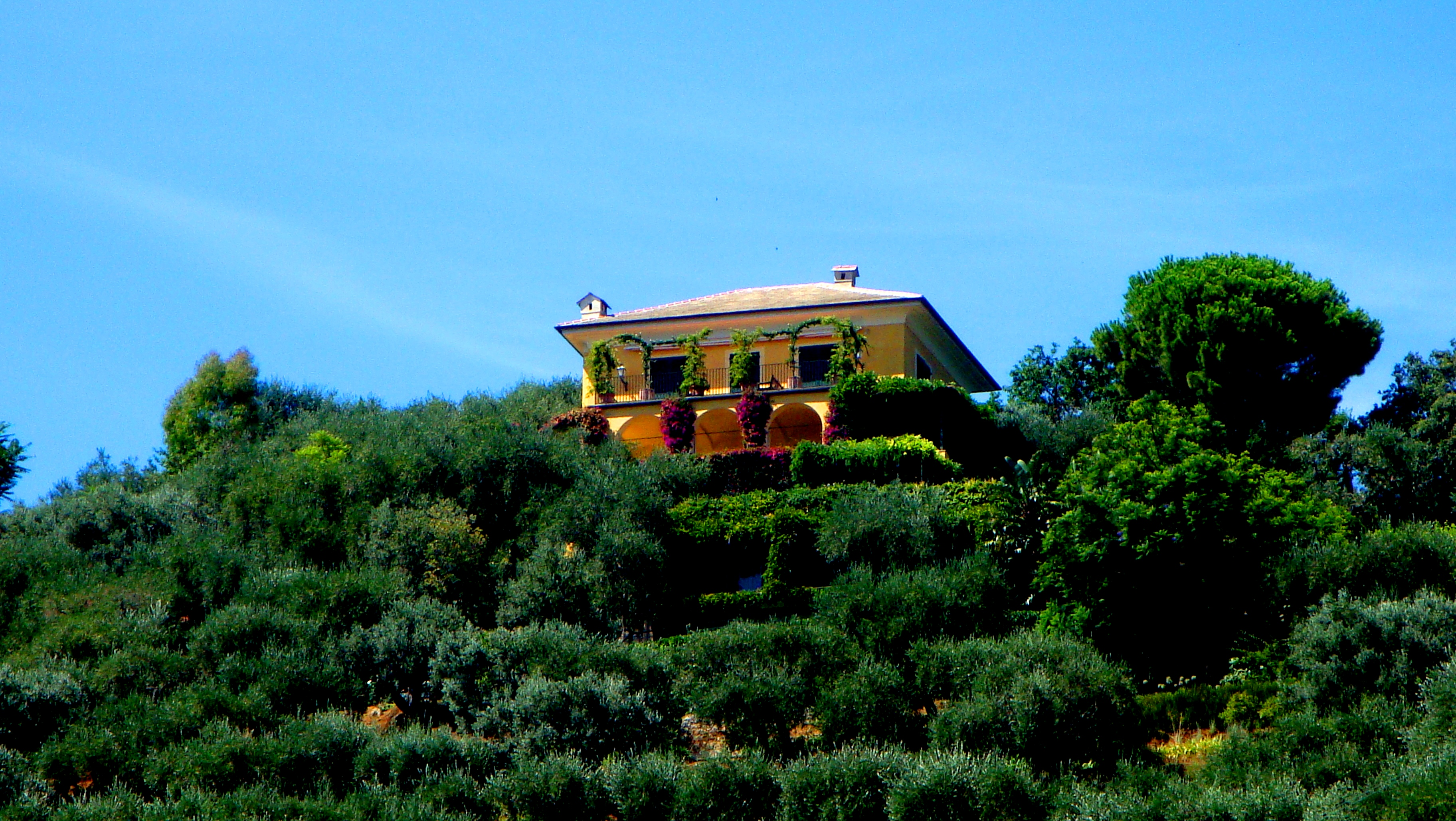
Een villa in de heuvels
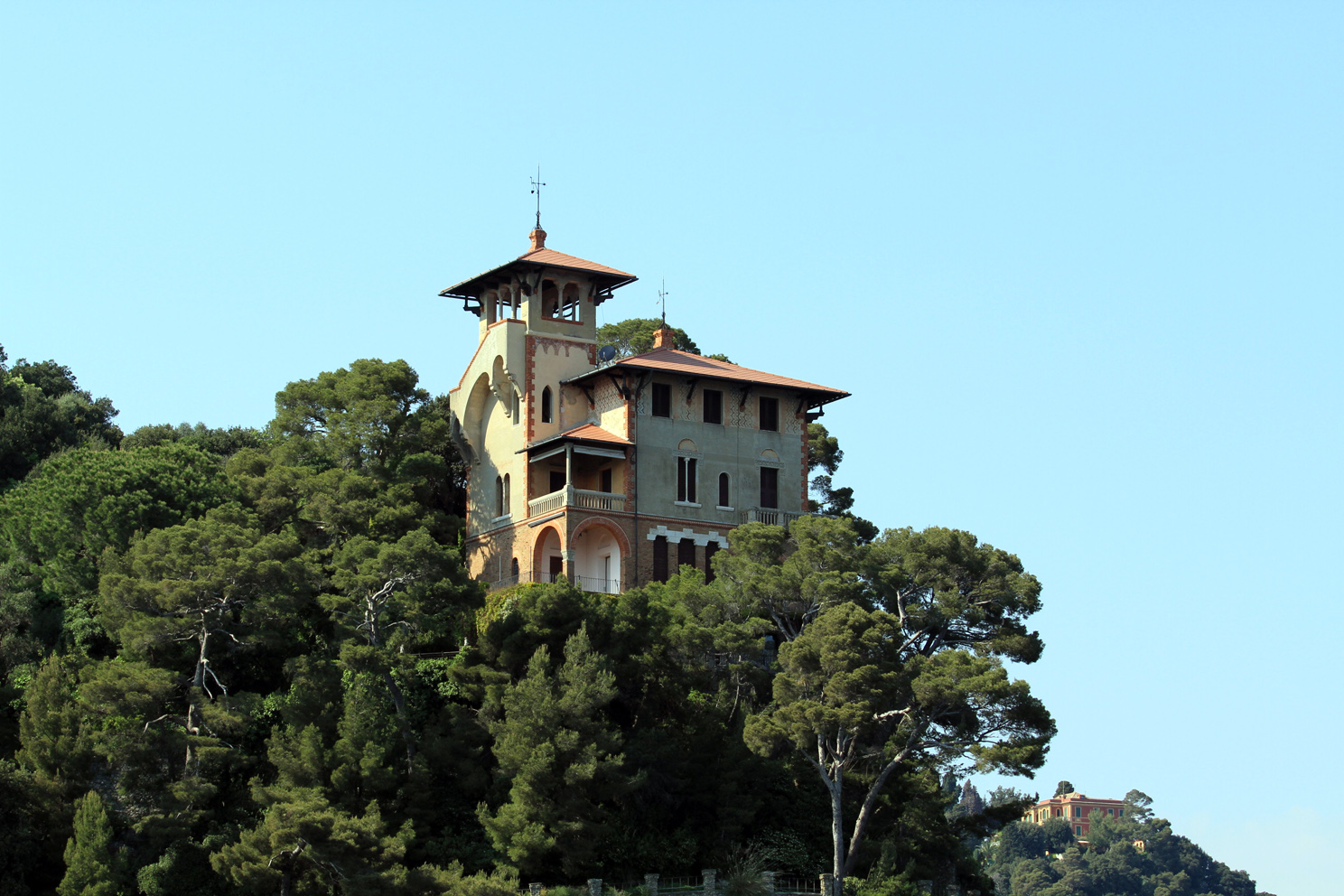
Een villa boven het water
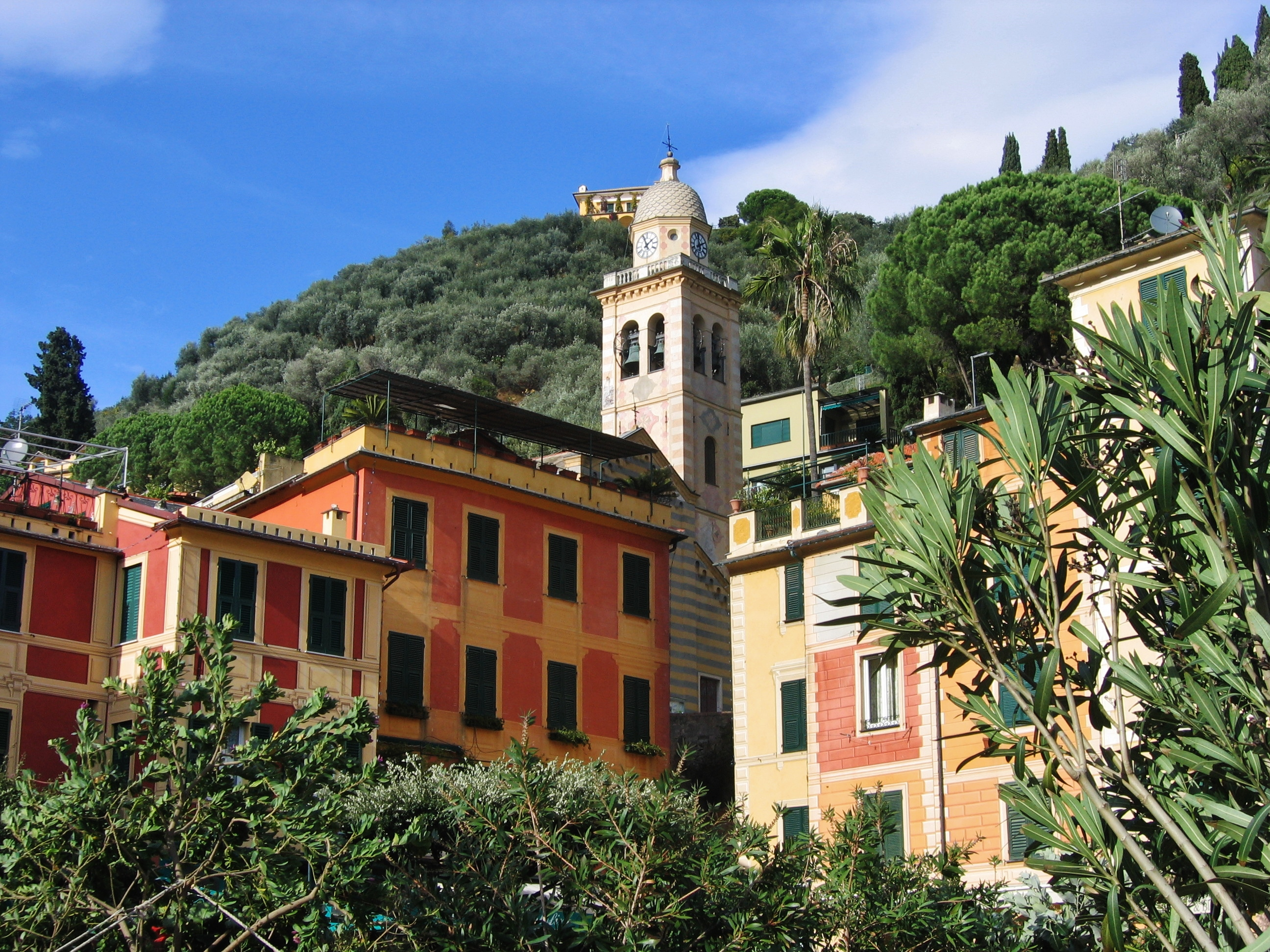
Gevels van het dorp, de toren van de Chiesa del Divo Martino en een villa boven in de heuvels.
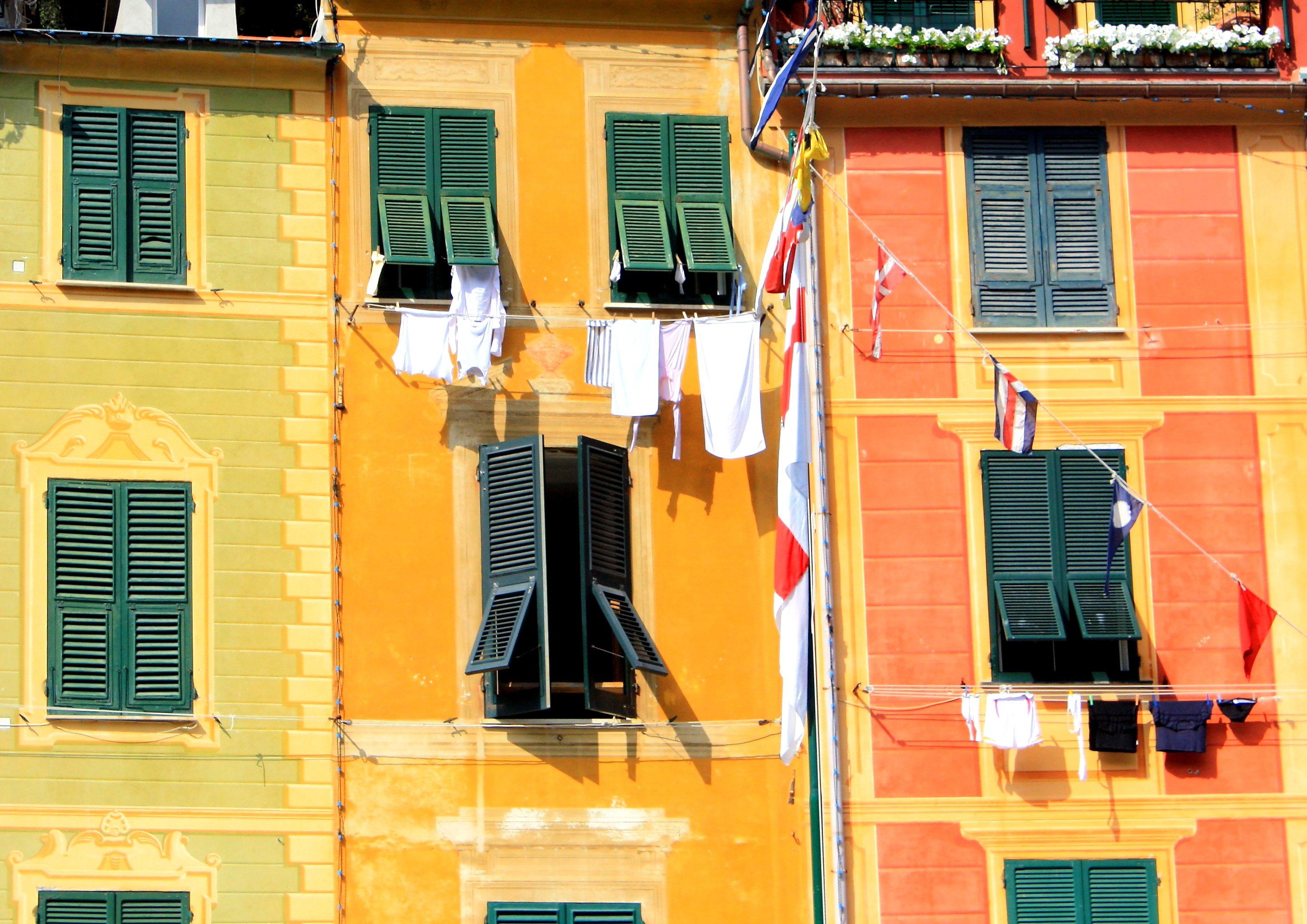
Was aan de gevels
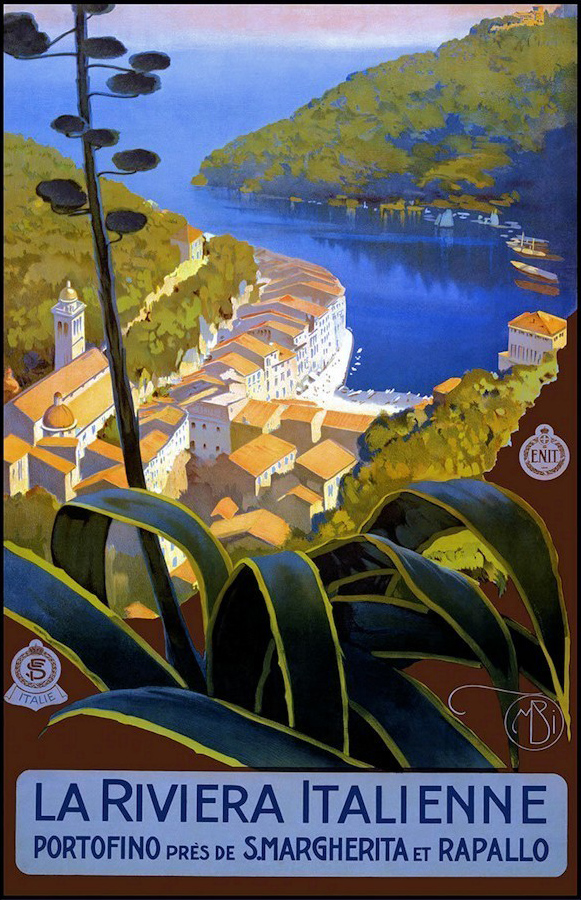
Een reclameposter uit de jaren twintig
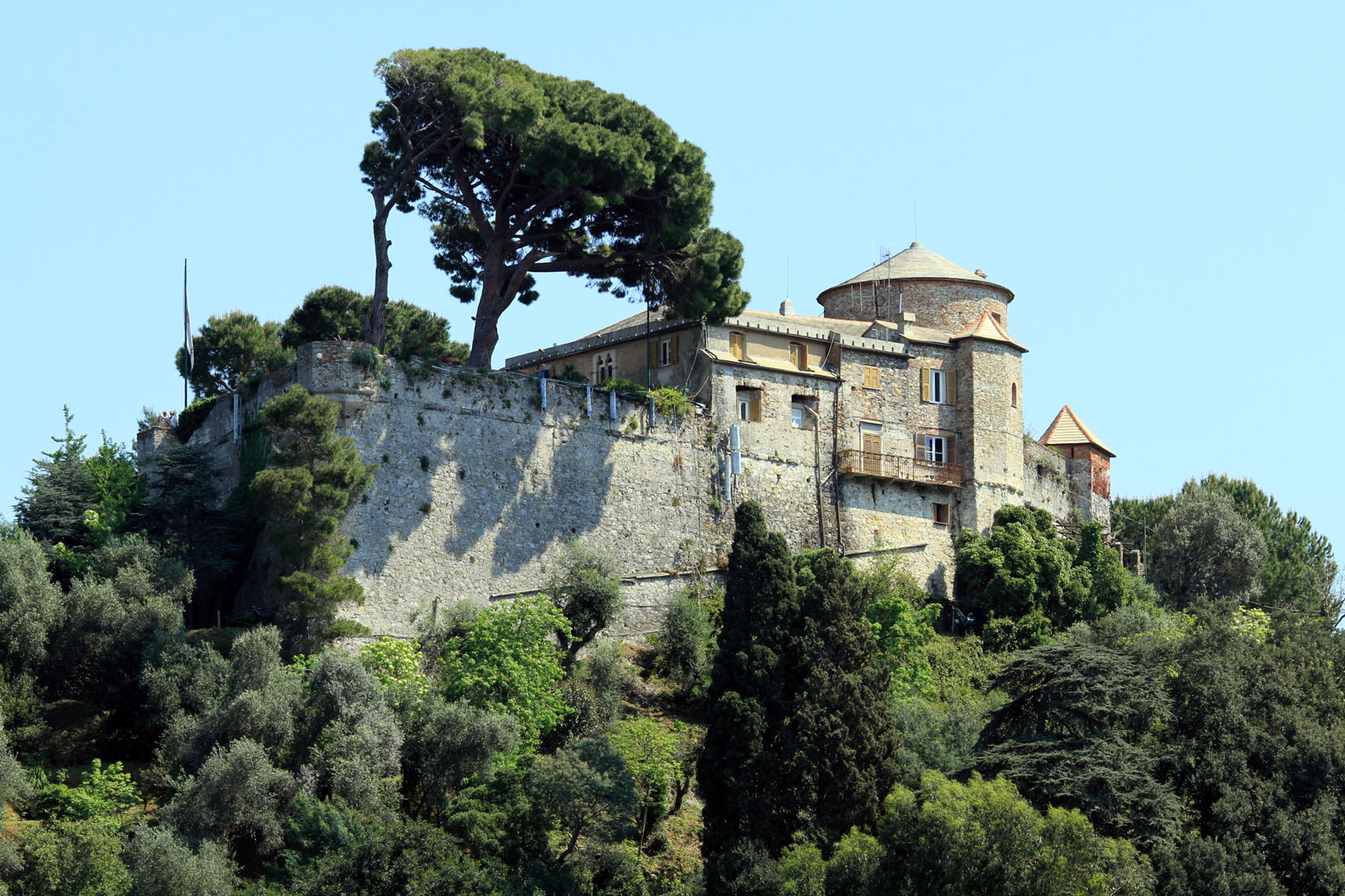
Castello Brown
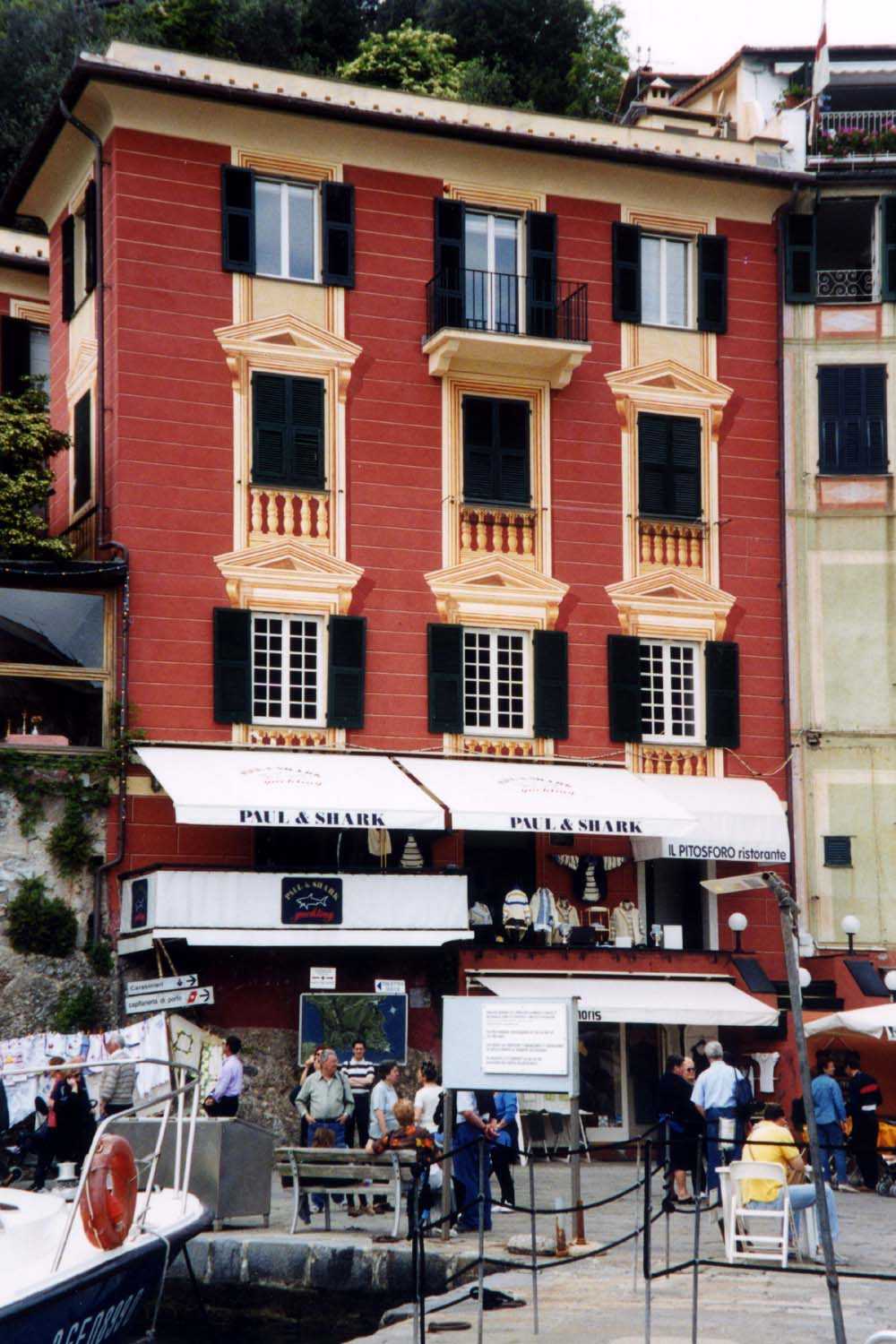
Een classicistische gevel aan het plein.
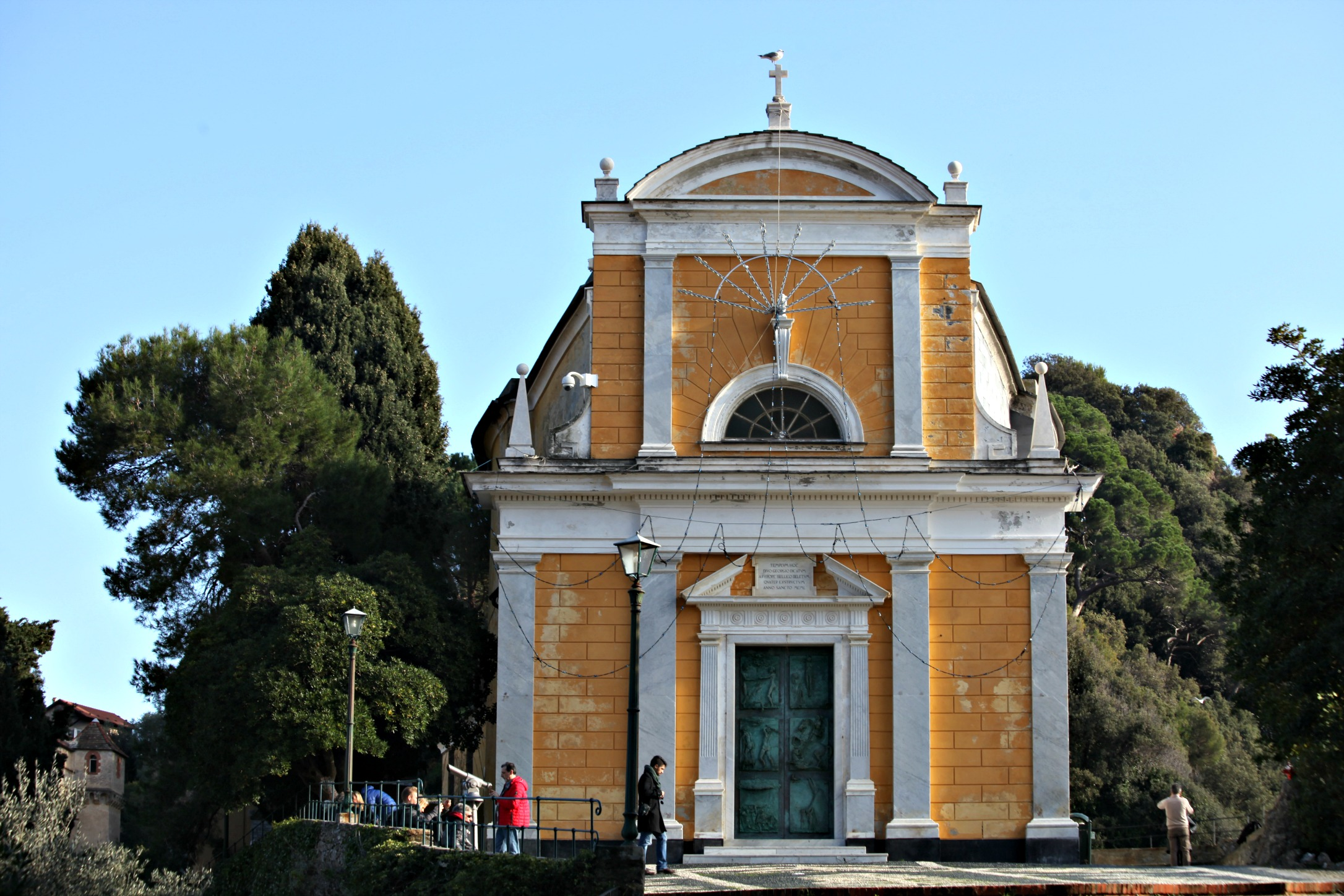
Chiesa di San Giorgio
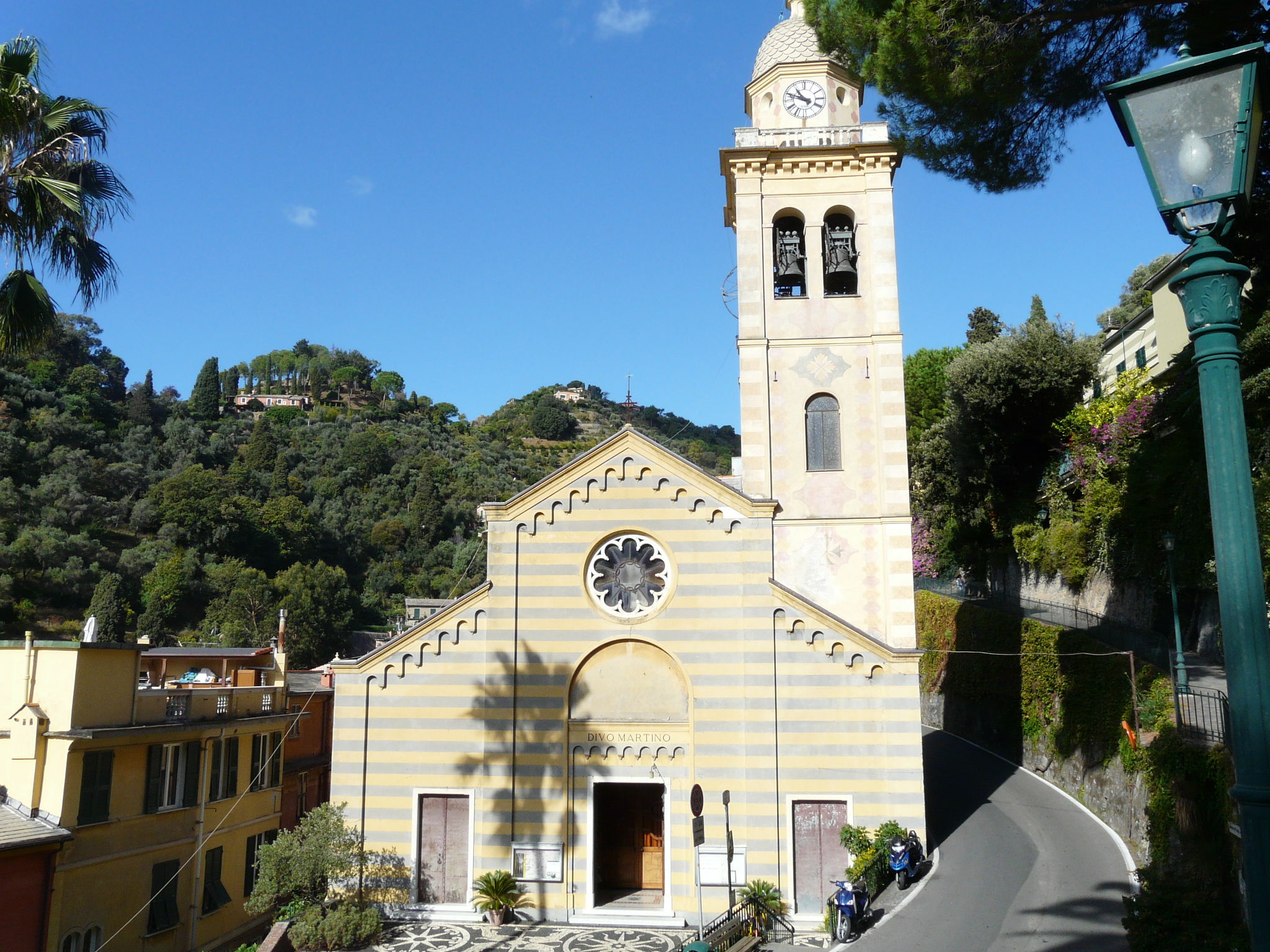
Chiesa San Martino
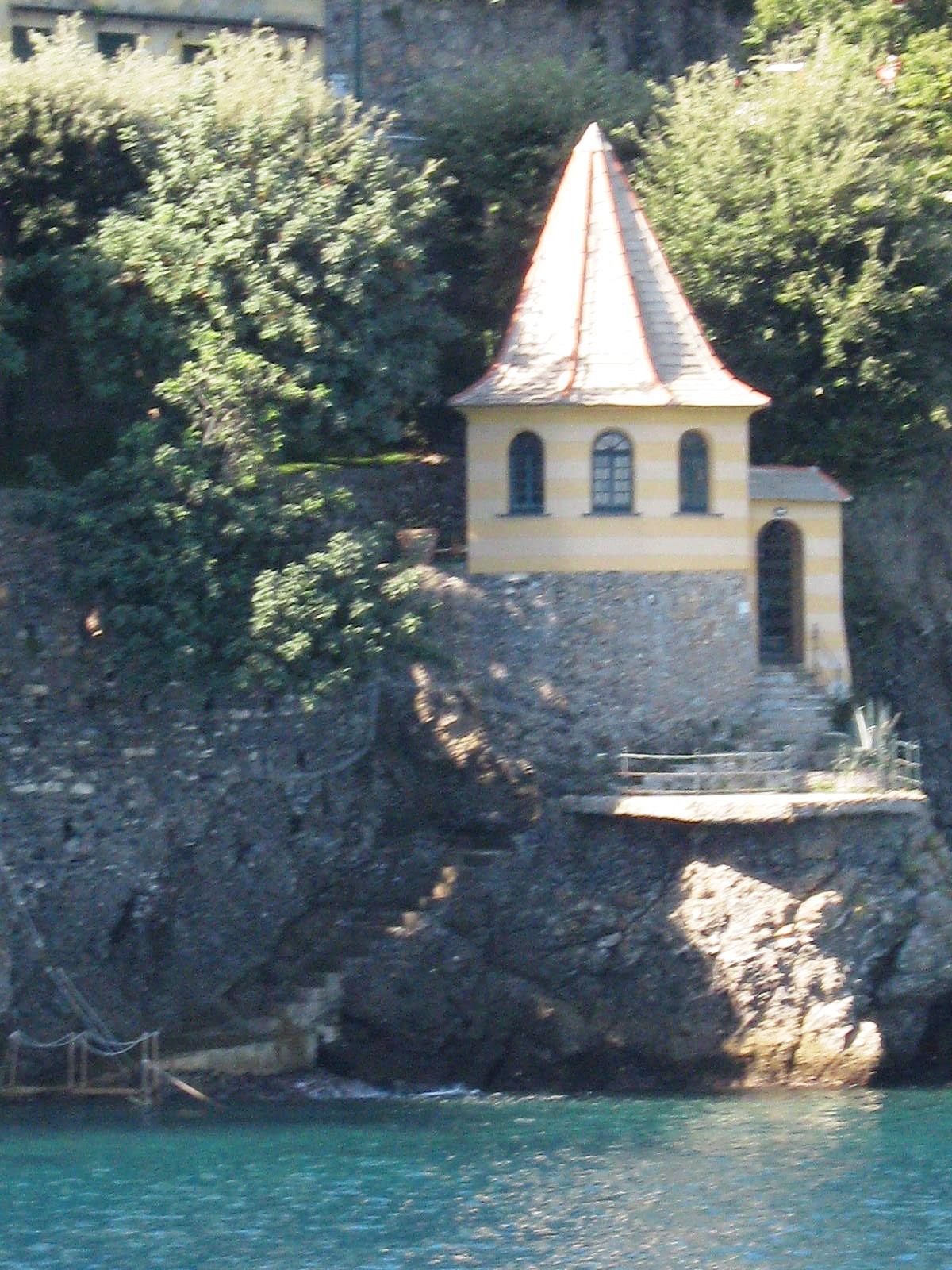
De visserskapel
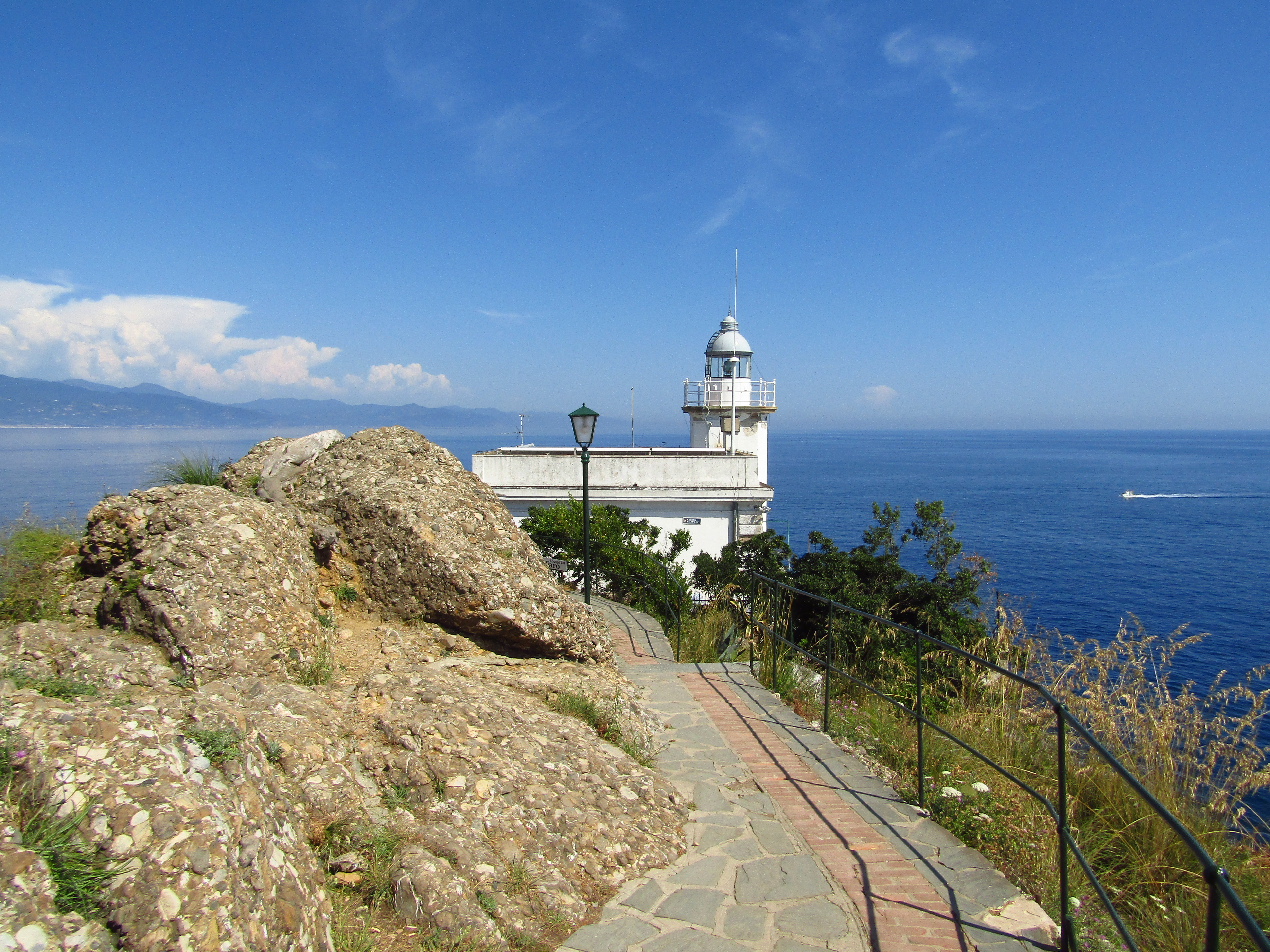
De vuurtoren helemaal op de zuidelijkste punt van het schiereiland.
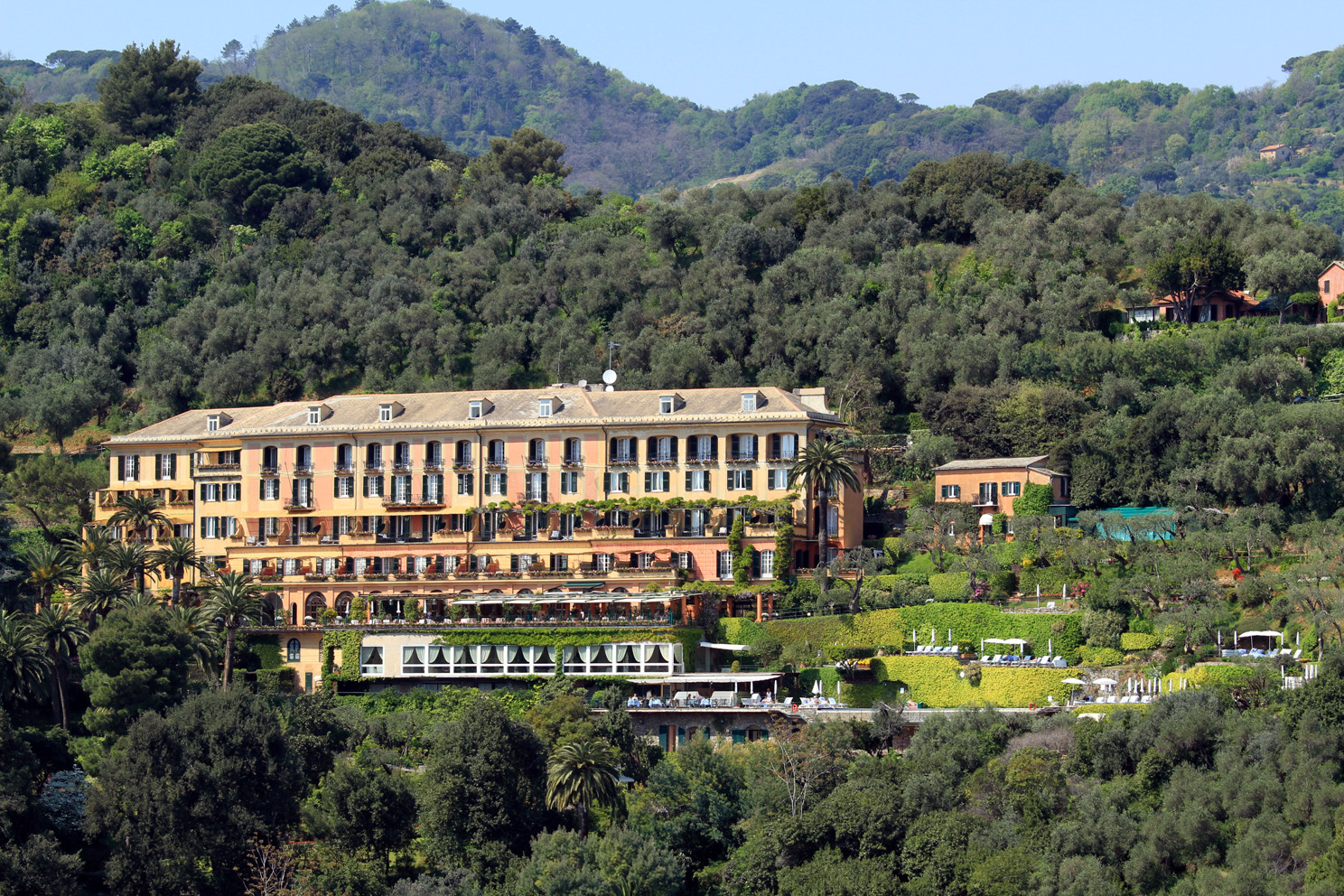
Hotel Splendido in de heuvels
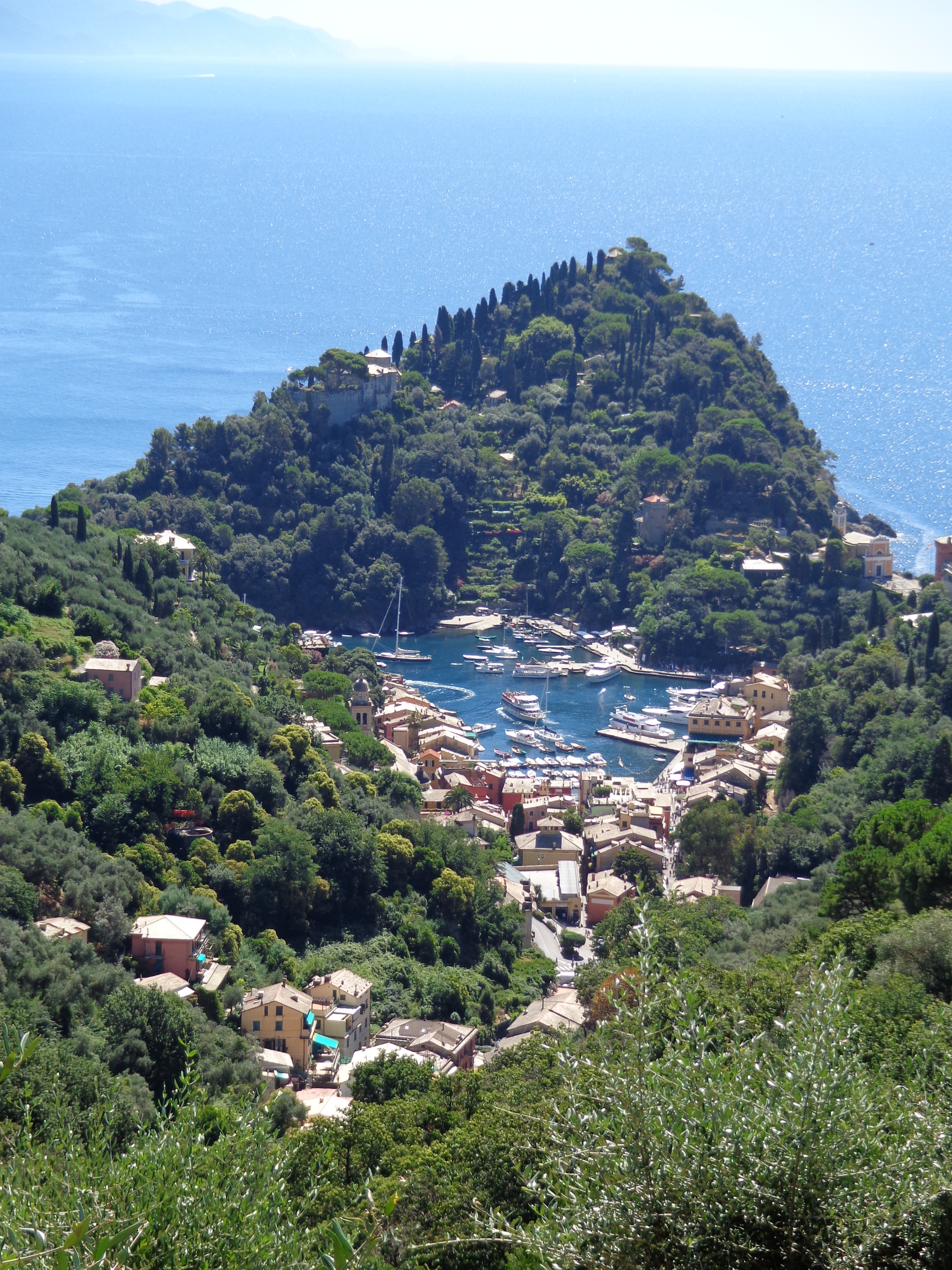
Portofino gezien vanaf het noorden

## Nederlanders geboren in Portofino
- Jan Breman